# Xanthos (Fluss)

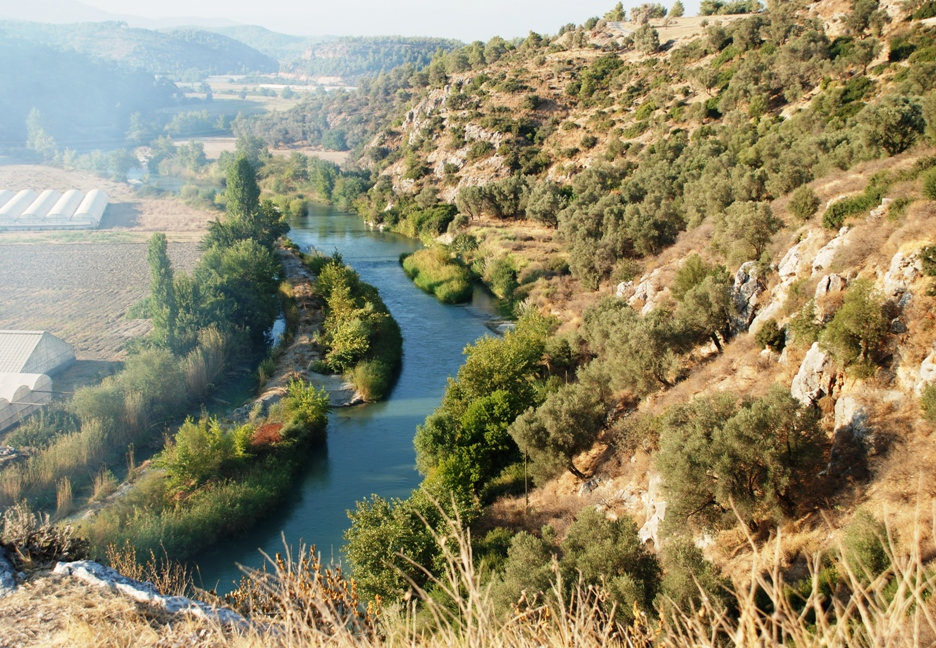

Der Fluss Xanthos aus der Antike ist einer der Hauptflüsse im Süden Kleinasiens. 
Er entspricht dem heutigen Fluss Eşen Çayı.
Seine Quelle liegt im Taurusgebirge am Kızılca Dağ, von wo aus er in die lykische Ebene fließt und als schiffbarer Fluss nordwestlich von Gelemiş (Patara) ins Mittelmeer mündet. Mit ca. 40 Kilometern Länge ist er der längste Strom Lykiens. Heute ist das Flusstal vor allem landwirtschaftlich geprägt.

## Etymologie
Der Name geht auf xanthos (ξανθός) zurück, das griechische Wort für „gelb“, und hat seinen Ursprung in den gelbfarbenen alluvialen Sanden, die der Fluss transportiert und die das Wasser einfärben.
Bereits Strabon erwähnt den Fluss und überliefert den antiken Namen Sibros oder Sirbis, was im Phönizischen und auf Arabisch „rötlich-gelb“ bedeutet. 

## Historische Bedeutung
Im fruchtbaren Xanthos-Tal liegen wichtige archäologische Fundstellen wie Gökkaya, sowie die antiken Städte Xanthos (Kınık), Patara, Pinara und Tlos.
Nahe dem Dorf Kemer überspannte in römischer Zeit eine Brücke das hier etwa 500 Meter breite Tal. Bei Oinoanda führt eine osmanische Brücke über den Fluss.

## Mythologie
Nach der griechischen Mythologie wusch die Göttin Leto auf der Flucht vor Hera ihre Kinder Artemis und Apollon im heiligen Wasser des Flusses. An dieser Stelle befindet sich die Letoon-Tempelanlage.

## Galerie

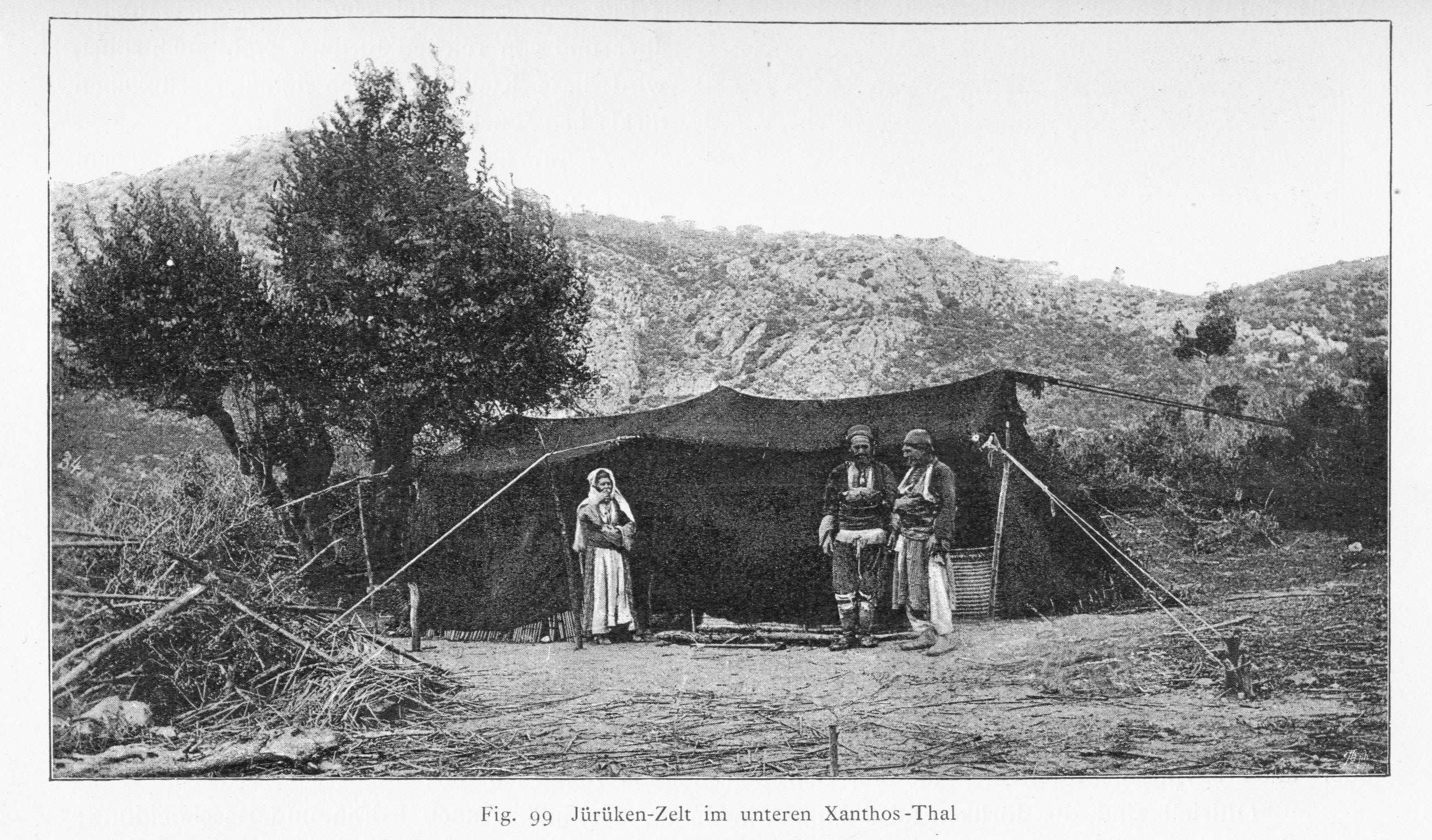
Ein Yörük-Mann (mittig) und -Frau (links) vor einem schwarzen Zelt im Xanthos-Tal
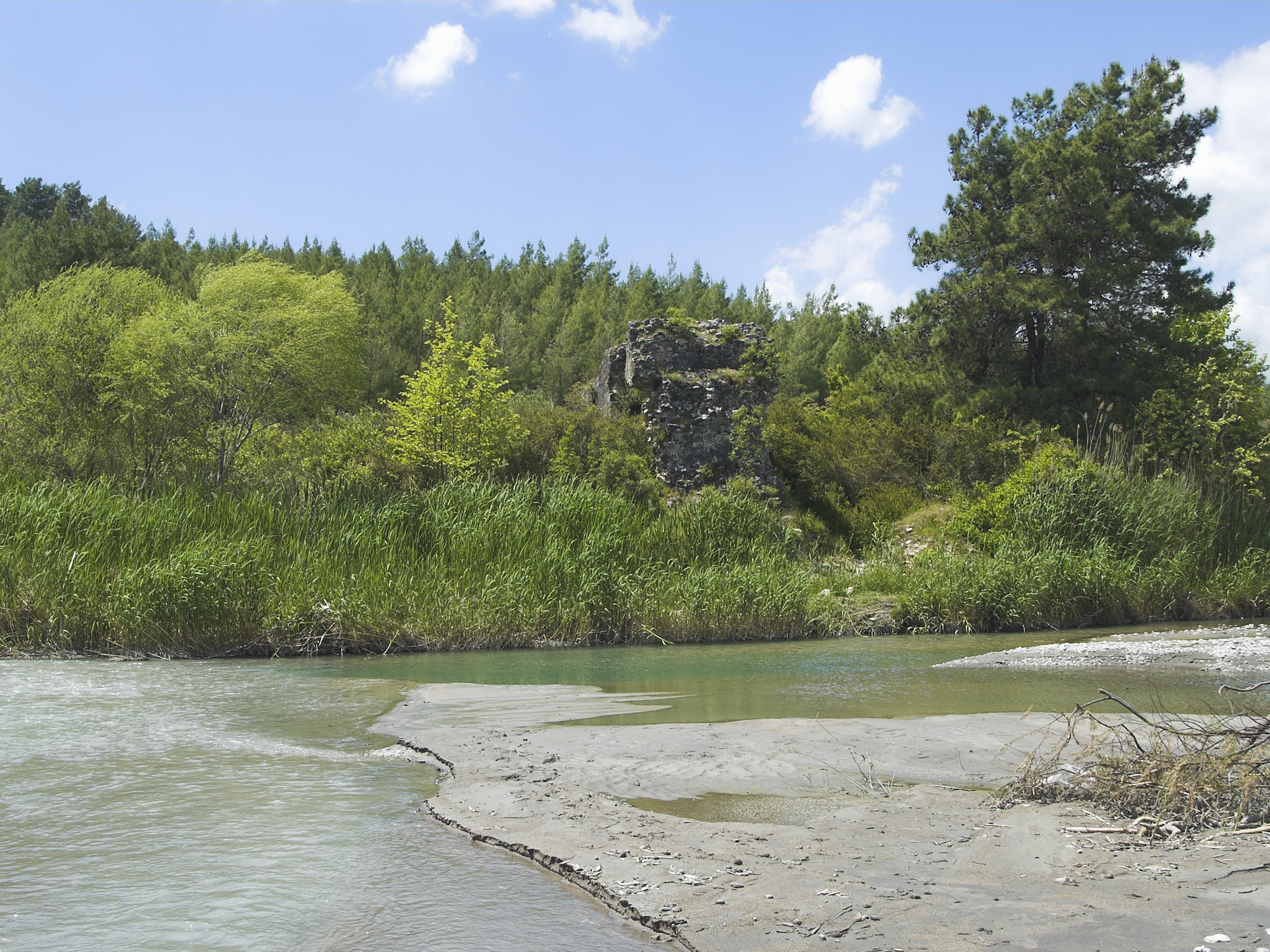
Reste der römischen Brücke bei Kemer

## Andere Flüsse
Xanthos ist außerdem in Homers Ilias der Name des Flusses Skamandros bei den Göttern, sowie der Name eines Flusses in Epirus.